# Ryuko
Ryuko (竜虎, Ryūko) é um kata do caratê, uma sequência de técnicas de origem moderna, criado por uma junta de mestres do estilo Uechi-ryu, no ano 2000.

## Características
O nome do kata significa dragão (ryu) e tigre (ko), que, para além de fazer referência a dois dos estilos de chuan fa que influenciaram na formação da linhagem, vai fazer homenagem ao mestre Ryuko Tomoyose. É uma forma bastante complexa, que começa com movimentos similares ao do kata Sanchin.